# 短翅水雞
短翅水雞（Porphyrio mantelli），又名巨水雞，是紐西蘭北島的一種秧雞。根據牠們的亞化石及一個於1984年採集的可能標本，估計牠們不能飛行。
短翅水雞的衰落一般認為是因在全新世時，森林入侵高山草原。另外，牠們亦可能被毛利人大量的獵殺。
傳統上認為短翅水雞是與南秧雞是同一物種，後來發現牠們是各自演化自獨立的祖先，所以是不同的物種。
短翅水雞的學名是為紀念自然學家沃爾特·曼特爾（Walter Mantell）。

## 外部連結
- BirdLife Species Factsheet （页面存档备份，存于）
- TerraNature （页面存档备份，存于）